# Sơn ca Dunn
Sơn ca Dunn, tên khoa học Eremalauda dunni, là một loài chim trong họ Alaudidae.